# Elecciones federales de Centroamérica de 1825
Las elecciones federales de 1825 de la República Federal de Centro América se realizaron para elegir al Presidente de la Federación. Fueron realizadas simultáneamente en todos los Estados miembros, como fue estipulado en la Constitución de la República Federal de Centroamérica de 1824
Una vez pasados los comicios el conservador José Cecilio del Valle obtuvo la mayoría de votos electorales: 41, y el liberal Manuel José Arce recibió 34, pero solo se presentaron 79 votos electorales de un total de 82. El Congreso dominado por los liberales determinó que ninguno de los candidatos había recibido votos suficientes para ganar por lo que correspondía al Congreso designar al presidente, designando a Arce.
Valle disputó los resultados públicamente, así como rechazó la oferta de Arce de ser electo vicepresidente, retornando a su hogar. Esto no evitaría, sin embargo, la guerra civil. Arce no fue una figura tan controlable como los liberales deseaban y con el tiempo se alió con los conservadores tomando diversas medidas autoritarias, como disolver el congreso federal. Esto provocó alzamientos bélicos en El Salvador y Honduras, estallando la guerra civil de Centroamérica, que no terminaría hasta que el liberal Francisco Morazán tomó Ciudad de Guatemala en 1829.